# I Know Who Killed Me
I Know Who Killed Me är en amerikansk thriller (film) från 2007, i regi av Chris Sivertson och med Lindsay Lohan i huvudrollen. Inspelningen påbörjades 16 december 2006 och avslutades i slutet av februari 2007. Filmen hade premiär i USA 27 juli 2007. Filmen gavs ut på DVD i Sverige, fick ingen biopremiär eftersom den floppade så stort i USA.

## Handling
19-åriga Aubrey Fleming (spelad av Lohan) är en lovande student. Hon är älskad av alla och hennes föräldrar är stolta. När hon kidnappas av vad som misstänks är en sadistisk seriemördare blir hennes vänner och familj förkrossade och ingen tror att Aubrey kommer återses i livet. Genom ett mirakel hittas Aubreys svårt torterade kropp intill en motorväg, vid liv. När hon slutligen vaknar upp på sjukhuset känner hon inte igen någon och hon insisterar på att hon inte är Aubrey Fleming, utan Dakota Moss - en drogberoende strippa från en grannstad, och även en återkommande karaktär i Aubreys engelskauppsatser. Polisen och läkarna är övertygade om att Aubrey förtränger det traumatiska som hänt henne, men snart inträffar en rad mystiska händelser som pekar på att sanningen kan vara bortom allas vildaste fantasier.

## Om filmen
Filmen spelades in på följande platser (alla i Kalifornien, USA):
- Fremont Theater, San Luis Obispo
- Glendora
- Los Angeles
- San Luis Obispo High School, San Luis Obispo
- San Luis Obispo
- Santa Clarita

## Rollista (i urval)
- Lindsay Lohan - Aubrey Fleming/Dakota Moss
- Julia Ormond - Susan Fleming
- Neal McDonough - Daniel Fleming
- Brian Geraghty - Jerrod Pointer
- Garcelle Beauvais - Julie Bascome (som Garcelle Beauvais-Nilon)
- Spencer Garrett - Phil Lazarus
- Gregory Itzin - Dr. Greg Jameson
- Bonnie Aarons - Fat Teena
- Kenya Moore - Jazmin
- Thomas Tofel - Douglas Nordquist
- Rodney Rowland - Kenny Scaife
- Davis Friglioli - Lanny Rierden